# Strada statale 385 di Palagonia
La strada statale 385 di Palagonia (SS 385) è una strada statale italiana della Sicilia. Va dal bivio Iazzotto a sud di Catania fino a Caltagirone passando per Palagonia.

## Percorso
La strada costituiva la via di collegamento principale tra Catania e Caltagirone prima della realizzazione della strada statale 417 di Caltagirone. Non interessata dal traffico regionale, la strada collega al capoluogo provinciale e a Caltagirone alcuni dei principali centri del calatino: Scordia, Militello in Val di Catania, Palagonia, Mineo, Grammichele. Il percorso attuale è identico a quello originario tranne che per la variante realizzata in corrispondenza dell'abitato di Palagonia.

### Tabella percorso
| di Palagonia |                                                              |      |           |
| Tipo         | Indicazione                                                  | ↓km↓ | Provincia |
|              | Bivio Iazzotto Ragusana                                      | 0,0  | CT        |
|              | per Lentini                                                  | 7,2  | SR        |
|              | per Lentini                                                  | 15,1 | SR        |
|              | Bivio Leone per Scordia                                      | 16,0 | SR        |
|              | per Scordia                                                  | 20,7 | SR        |
|              | Bivio Serravalle per Scordia per Militello in Val di Catania | 22,0 | SR        |
|              | Palagonia per Contrada Iannarello                            | 28,7 | CT        |
|              | Palagonia per Ramacca                                        | 31,1 | CT        |
|              | Palagonia                                                    | 32,9 | CT        |
|              | Bivio Fondacaccio per Mineo                                  | 38,7 | CT        |
|              | Bivio Camemi per Grammichele                                 | 44,9 | CT        |
|              | Zona industriale di Caltagirone                              | 48,9 | CT        |
|              | Bivio San Bartolomeo Siracusana                              | 55,9 | CT        |